# Carta blanca (Microsoft)
Carta blanca (nombre original en inglés: Microsoft FreeCell o simplemente FreeCell),  es un videojuego de computadora incluido en Microsoft Windows, basado en un juego de naipes con el mismo nombre. Es uno de los programas de Windows más utilizados, estimándose por delante de Word y Microsoft Excel. Se ha incluido con cada lanzamiento del sistema operativo Windows desde 1995, lo que ha contribuido en gran medida a la popularidad del juego original.

## Desarrollo
Paul Alfille implementó Carta blanca en 1978 para el sistema informático PLATO; a principios de la década de 1980, Control Data Corporation lo había publicado para todos los sistemas PLATO. Jim Horne, a quien le gustaba jugar Carta blanca en el sistema PLATO de la Universidad de Alberta, publicó una versión shareware para DOS de 10 dólares con gráficos en color en 1988. Ese año, Horne se unió a Microsoft y más tarde portó el juego a Windows.
La versión de Windows se incluyó por primera vez en Microsoft Entertainment Pack Volume 2 y más tarde en Best Of Microsoft Entertainment Pack. Posteriormente se incluyó en Win32s como una aplicación que permitía probar la capa de procesamiento de 32 bits para garantizar que se instalara correctamente. Sin embargo, Carta blanca permaneció relativamente oscuro hasta que fue lanzado como parte de Windows 95. En Windows XP, Carta blanca se amplió para admitir un total de 1 millón de repartos de cartas.

## Lanzamientos
Hoy en día, existen implementaciones de Carta blanca para casi todos los sistemas operativos modernos, ya que es uno de los pocos videojuegos preinstalados en cada copia de Windows. Antes de Windows Vista, las versiones para Windows estaban limitadas en sus funciones de asistencia al jugador, como la retractación de movimientos. La implementación de Carta blanca para Windows Vista contiene sugerencias básicas y retractación ilimitada de movimientos (a través de la opción o comando del menú deshacer), y la opción de reiniciar la partida. Se han eliminado algunas funciones, como la pantalla intermitente para advertir al jugador que queda un movimiento. Carta blanca no está incluido en el sistema operativo Windows 8, pero está disponible en la Microsoft Store dentro de la colección gratuita Microsoft Solitaire Collection, que también viene incluida con Windows 10.

## Legado
Microsoft creó los Entertainment Packs para fomentar el uso no comercial de Windows. Según la telemetría de la empresa, Carta blanca fue el séptimo programa más utilizado de Windows, por delante de Word y Microsoft Excel.
El videojuego original de Carta blanca admite 32 000 partidas numeradas, generadas por una semilla de un número pseudoaleatorio de 15 bits. Este conjunto de partidas se conoce como «Microsoft 32,000», y todas ellas, menos una, se han completado. Las versiones posteriores de Carta blanca incluyen más de un millón de partidas. Cuando Carta blanca se volvió muy popular durante la década de 1990, el Internet FreeCell Project intentó resolver todas las partidas mediante la colaboración colectiva de partidas consecutivas con personas específicas. El proyecto duró desde agosto de 1994 hasta abril de 1995, y sólo la partida número 11 982 resultó imposible de completar. De los videojuegos actuales de Microsoft Windows, ocho son irresolubles.
La importancia de «Microsoft 32,000» para muchos jugadores de Carta blanca es tal que otras implementaciones informáticas de Carta blanca a menudo hacen todo lo posible para garantizar la compatibilidad con estas partidas, en lugar de simplemente utilizar un generador de números aleatorios más simple para sus plataformas de destino.
A modo de huevo de Pascua, Microsoft incluye intencionalmente algunas partidas imposibles, con números negativos. Jugar a estas partidas no cuenta para las estadísticas registradas por la computadora.